# Cal Carreres
Cal Carreres és una casa de Solsona protegida com a Bé Cultural d'Interès Local.

## Descripció
Casa aïllada de finals del segle xviii, d'estil neoclàssic, amb un pati que envolta dues de les façanes. L'edifici es desenvolupa en planta baixa, dues plantes pis i terrat. La façana principal, amb dos portals, és de pedra i arrebossada, té sis balcons -tres per pis- i unes finestres de punt rodó a les golfes. A l'interior, hi ha la capella de Sant Roc, arrelada a la tradició popular i que dona nom a la plaça on hi ha la casa.